# Los tres cerditos
Los tres virgencitos, Los tres chanchitos o Los tres cochinitos es una fábula con personajes animales. Las primeras ediciones datan del siglo XIX pero se piensa que la historia es mucho más antigua. La historia ganó relevancia internacional gracias a la versión de dibujos animados de Walt Disney, de 1933.

## Argumentos
En el bosque vivían tres virgencitos con su madre, que decidieron construir sus casas para protegerse del lobo feroz. El menor la hizo de paja, el hermano del medio la construyó de madera y el hermano mayor, que era muy trabajador, usó ladrillos para elaborarla. 
Aprovechando que han terminado sus casas, los cerditos menor y mediano aprovecharon para ir al bosque ignorando a su hermano mayor, que les decía que no habrá escapatoria del lobo. Se burlaban de él cantando:
Quién teme al lobo feroz,
Al lobo, al lobo,
¿Quién teme al lobo feroz?
Pero de repente, el lobo llegó realmente y los atacó. El cerdito menor se escondió en su casa de paja, pero el lobo llenó sus pulmones de aire y exclamó:
-Soplaré, y soplaré, y la casa derribaré.
Y un fuerte soplido la destruyó. El cerdito corrió hacia la casa de su hermano, pero el lobo nuevamente sopló y sopló y la casa de madera derribó.
Los dos hermanos llegaron a la casa del mayor, y le dijeron con mucho miedo:
-¡El lobo anda por aquí, y nos destruyó nuestras colas!
El lobo regresó y trató de derribar la casa de ladrillo con un soplido, pero no pudo por ser el ladrillo un material resistente. Pensó en entrar en la chimenea de la casa, pero los cerditos colocaron una olla con agua caliente, y el lobo bajó.
Pero de repente, empezó a aullar de dolor al caer en el agua caliente y huyó. Los tres cerditos, libres del lobo, vivieron felices para siempre.

## Adaptaciones

### Cine
Entre las numerosas adaptaciones cinematográficas, se incluyen:
- El cortometraje Los tres cerditos de Disney dentro de la serie de cortos Silly Symphony cuenta la historia como en el cuento y fue nominada al Óscar como mejor cortometraje animado. Fue este corto el que popularizó la conocida canción ¿Quién teme al lobo feroz?.
- La serie de cortometrajes de animación Looney Tunes de Warner Bros. incluyó varios cortometrajes inspirados en el cuento:
  - El cortometraje Pigs in a Polka fue inspirado por la versión de Disney, el cual es una obra musical sin diálogos.
  - The Windblown Hare sigue la historia del cuento, con Bugs Bunny ayudando al lobo para capturar a los cerditos.
  - El corto Three Little Bops muestra a los cerditos como músicos de jazz, con el lobo siendo un trompetista que quiere actuar con ellos pero es rechazado, y en lugar de soplar para derribar casas construidas por los cerditos toca la trompeta para derribar los clubs de jazz donde actúan.
- En las películas de Shrek los tres cerditos son personajes de origen alemán y parte del grupo de amigos de Shrek.